# Araburg
Die Araburg steht auf dem Araberg in der Katastralgemeinde Laabach (nahe der gleichnamigen Ortschaft) in der Marktgemeinde Kaumberg im Bezirk Lilienfeld im südlichen Niederösterreich. Die Ruine einer Höhenburg steht auf einer Höhe von 800 m ü. A. im Triestingtal. Die Burganlage steht unter Denkmalschutz (Listeneintrag).

## Geschichte
Der Name rührt vom Geschlecht der Ar(a)burger, was so viel wie Adlerburg bedeutet. Die Anlage wurde im 12. Jahrhundert erbaut und bis ins 17. Jahrhundert laufend erweitert. 1528 erwarb Sebald Pögl der Jüngere die Araburg, der sich von da an von Reifenstein und Arberg nannte. Während der ersten Türkenbelagerung 1529 war sie Zufluchtsort der örtlichen Bevölkerung. Auch im Zuge der Gegenreformation spielte sie eine Rolle, und so ist sie unter verschiedenen Besitzern, darunter zum Beispiel die Ruckendorffer, seit 1625 Eigentum des Zisterzienser-Stiftes Lilienfeld. Sie wurde aber bei der zweiten Türkenbelagerung im Jahr 1683 völlig zerstört und ist seitdem nur mehr eine Ruine.
In den 1960er Jahren wurde sie renoviert, nachdem sie auch im Zweiten Weltkrieg weiter zerstört worden war.
Die Ruine ist nur zu Fuß erreichbar, aber wegen des 1901 zur Aussichtswarte umgebauten 27 Meter hohen Bergfrieds trotzdem ein beliebtes Ausflugsgebiet im Wienerwald. Auch der Wiener Wallfahrerweg und die Via Sacra nach Mariazell verläuft über den Gipfel. Von der Warte ist ein Rundblick zum Schneeberg und in weite Teile der Voralpen möglich. Ein Burgstüberl und die Sommerspiele, der Mittelaltermarkt „Georgsfest“ sowie zahlreiche weitere Veranstaltungen ergänzen das Angebot für die Besucher. Auch besteht die Möglichkeit, auf der Burg zu übernachten. In den letzten Jahren etabliert sich die Araburg auch als beliebter Ort für Hochzeitsfeiern.

## Bildergalerie

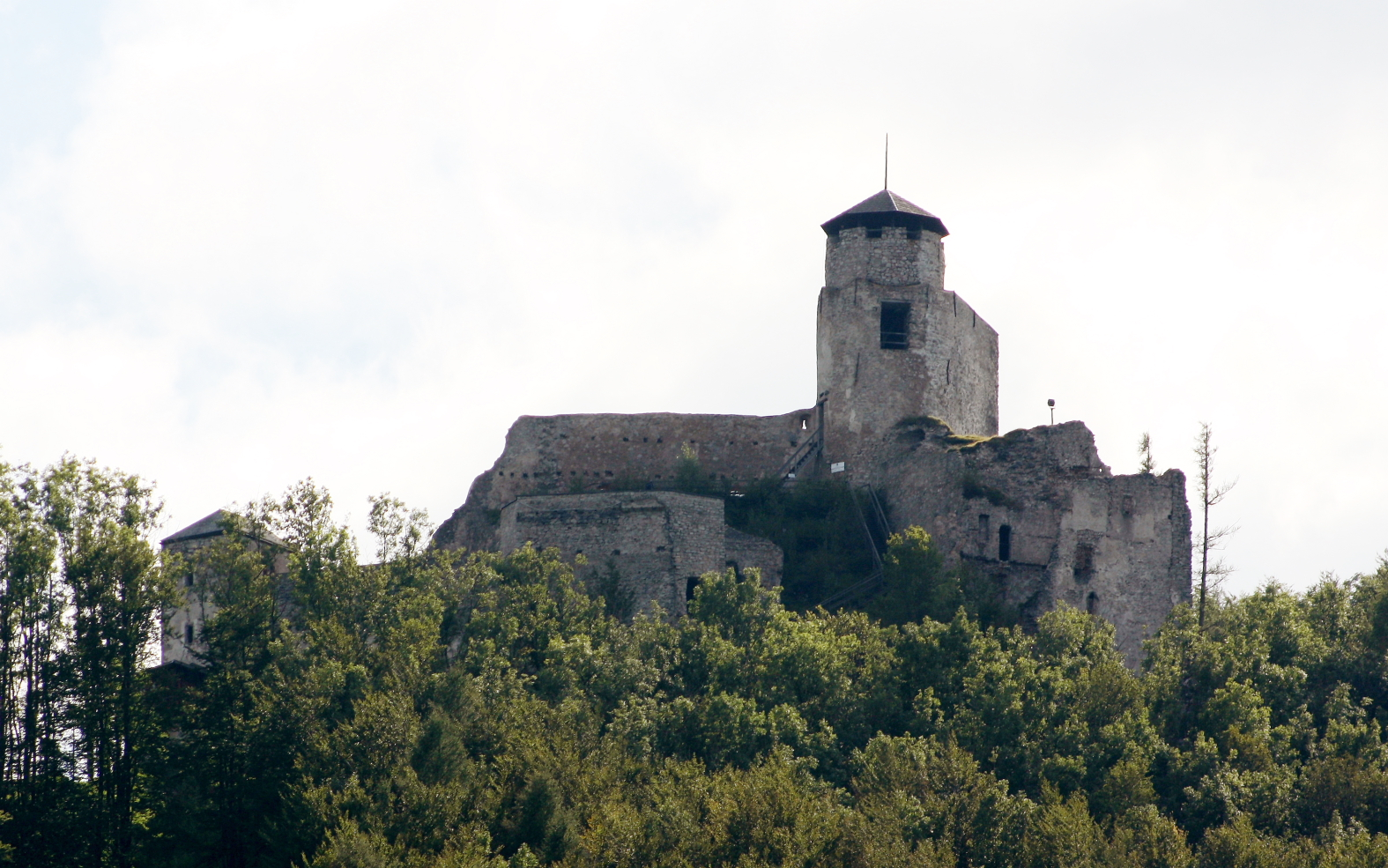
Fernansicht von Nordosten
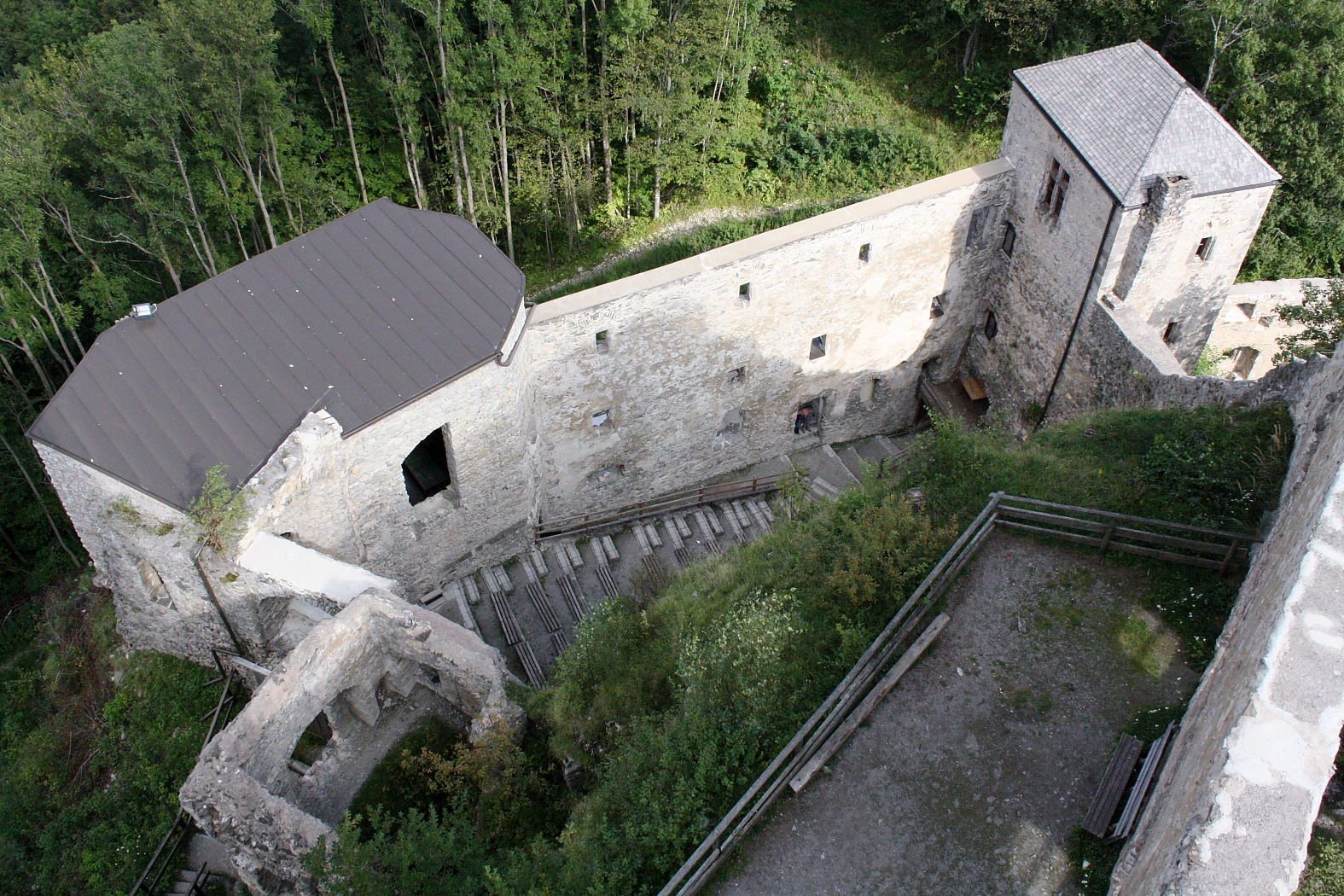
Ostseitiges Burgareal; vom Bergfried aus gesehen
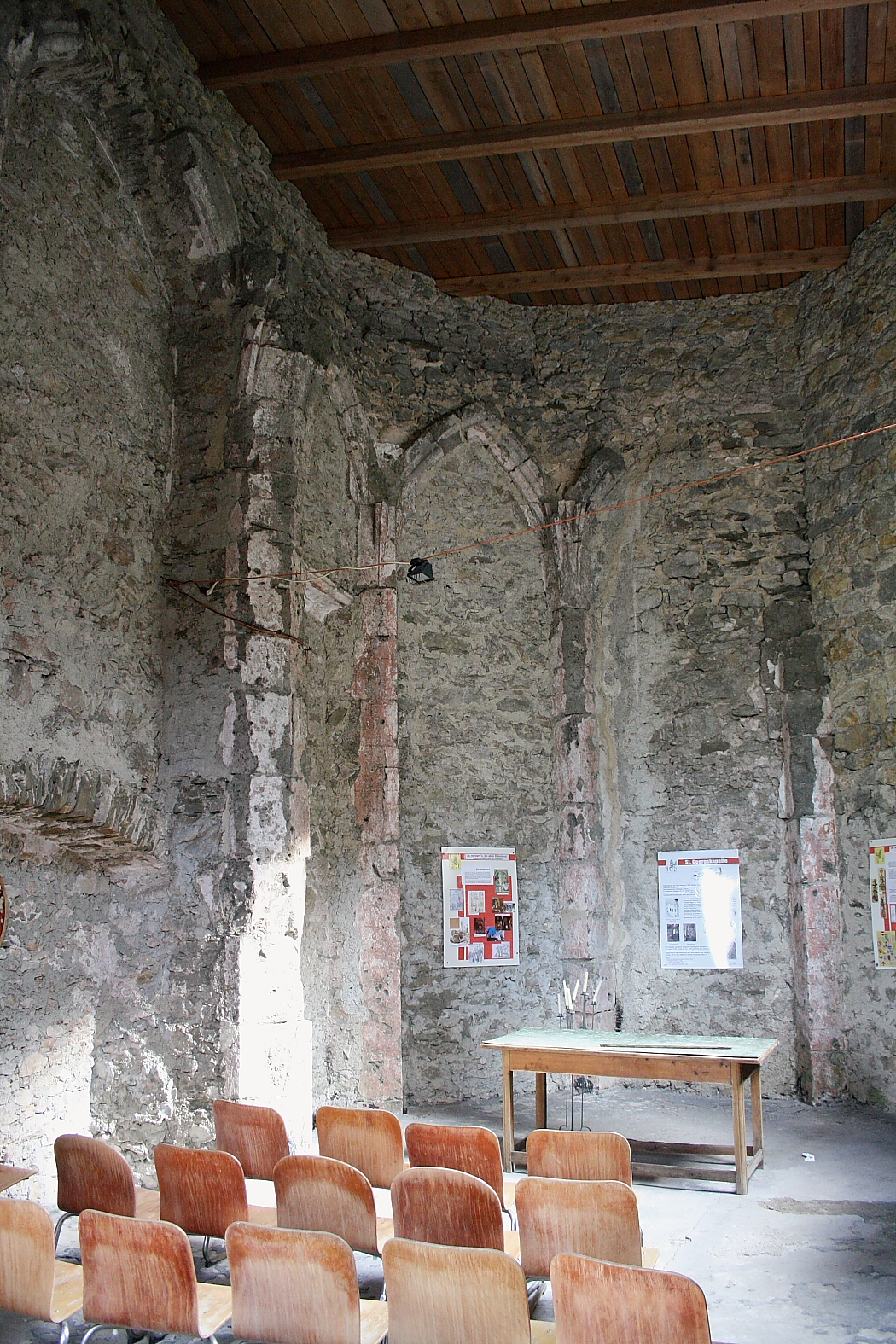
Georgskapelle
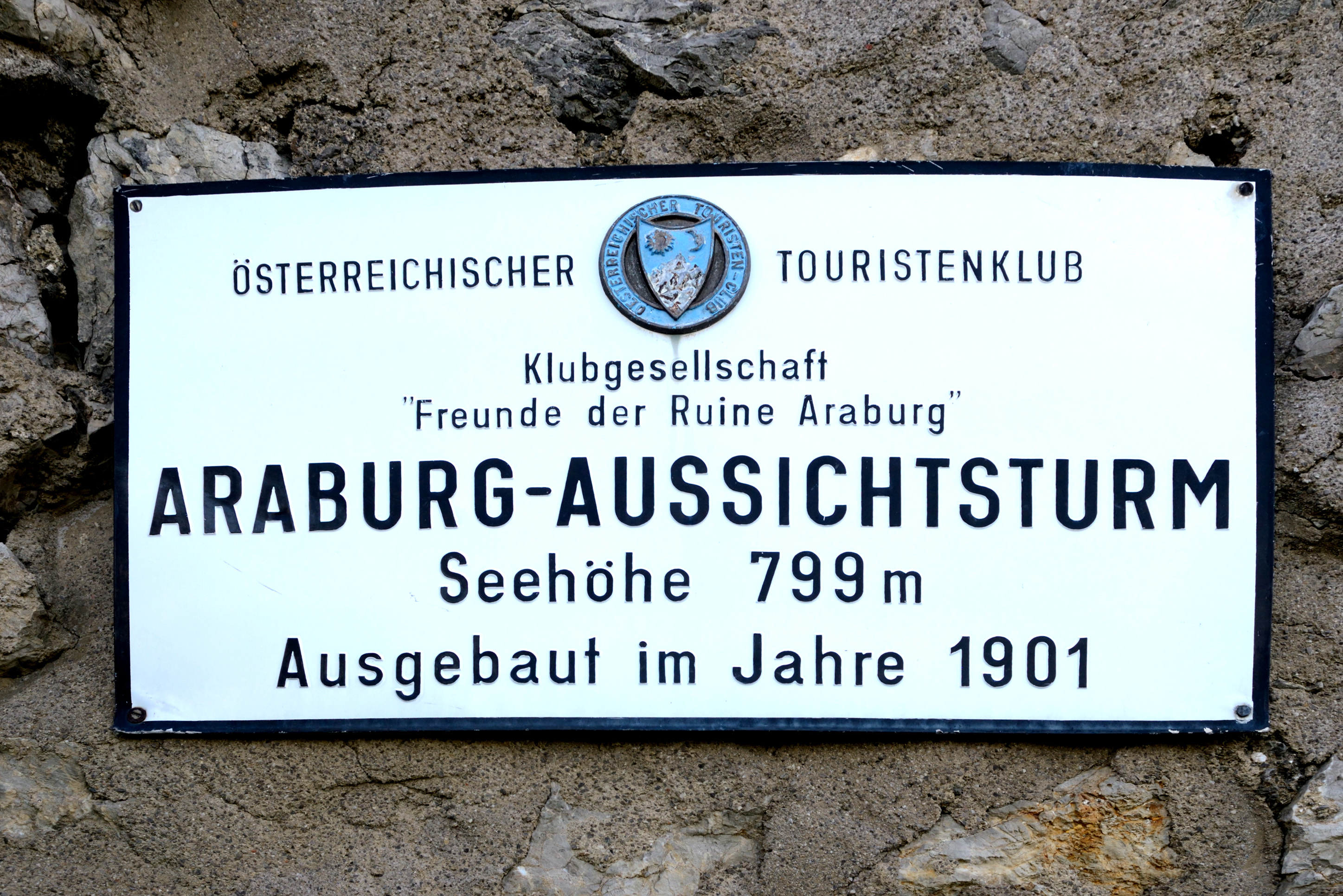
Infotafel am Aussichtsturm bzw. Bergfried